# Аулебен
Аулебен (на немски: Auleben) е община, от 1 декември 2010 г. част от град Херинген в окръг Нордхаузен в Тюрингия, Германия с 1025 жители (към 31 декември 2009).
Аулебен е споменат за пръв път в документи през 802 – 817 г.